# Денис Хопър
Денис Хопър (на английски: Dennis Hopper) е американски актьор и режисьор.

## Биография
Роден в Додж Сити, Канзас, на 17 май 1936 г., умира на 29 май 2010 г. в Лос Анджелис, Калифорния. Хопър започва да се интересува от театралното изкуство още в гимназията. Той много харесвал пиесите на Уилям Шекспир. Дебюта си прави през 1955 г., когато играе млад епилептик в телевизионното шоу Медик на Ричард Бун и се появява в два филма, заедно със Джеймс Дийн – в „Бунтовник без кауза“ (1955) и „Гигантът“ (1956). През следващите десет години Хопър се изявява предимно в телевизията, като гостуващ актьор и към края на 1960-те изпълнява поддържащи роли в няколко филма. Той режисира и играе във Волния ездач (1969), с който спечелва награда на кинофестивала Кан и е номиниран за Оскар за най-оригинален сценарий, като съсценарист.
През следващите няколко години не успява да повтори успеха си, докато не участва във филма Апокалипсис сега (1979), с който привлича вниманието на публиката. Впоследствие получава признание и на критиката със Синьо кадифе (1986). Хопър играе ролята на злодея във филма Скорост (1994)
През март 2010 г. е обявено, че Денис Хопър ще бъде отличен със звезда на Холивудската Алея на славата. Церемонията се състои на 26 март 2010 г. в присъствието на приятели, сред които Джак Никълсън, Дейвид Линч, семейството си и почитатели.
На 29 октомври 2009 г. е обявено, че Хопър има рак на простатата. Той умира на 29 май 2010 г. в дома си във Венис.

## Избрана филмография
| Година | Филм                          | Оригинално заглавие               | Роля                           | Режисьор            |
| ------ | ----------------------------- | --------------------------------- | ------------------------------ | ------------------- |
| 1956   | Гигант                        | Giant                             | Джордан Бенедикт ІІІ           | Джордж Стивънс      |
| 1956   | Престрелка при O.K. Корал     | Gunfight at the O.K. Corral       | Били Клантън                   | Джон Стърджис       |
| 1959   | Младата земя                  | The Young Land                    | Хетфилд Карнс                  | Тед Тецлаф          |
| 1965   | Синовете на Кейти Елдър       | The Sons of Katie Elder           | Дейв Хейстингс                 | Хенри Хатауей       |
| 1967   | Хладнокръвният Люк            | Cool Hand Luke                    | Бабалугатс                     | Стюарт Розенбърг    |
| 1968   | Закачете ги високо            | Hang 'Em High                     | Пророкът                       | Тед Пост            |
| 1969   | Волният ездач                 | Easy Rider                        | Били                           | Денис Хопър         |
| 1969   | Непреклонните                 | True Grit                         | Мун                            | Хенри Хатауей       |
| 1977   | Американският приятел         | Der amerikanische Freund          | Том Рипли                      | Вим Вендерс         |
| 1979   | Апокалипсис сега              | Apocalypse Now                    | Журналистът                    | Франсис Форд Копола |
| 1983   | Уикендът на Остерман          | The Osterman Weekend              | Ричард Тремейн                 | Сам Пекинпа         |
| 1983   | Рибка-боец                    | Rumble Fish                       | Бащата                         | Франсис Форд Копола |
| 1986   | Синьо кадифе                  | Blue Velvet                       | Франк Буут                     | Дейвид Линч         |
| 1986   | Най-добрият изстрел           | Hoosiers                          | Шутър                          | Дейвид Анспо        |
| 1990   | Луди години                   | Flashback                         | Хюи Уокър                      | Франко Амури        |
| 1991   | Индиански бегач               | The Indian Runner                 | барман Цезар                   | Шон Пен             |
| 1993   | Истински романс               | True Romance                      | Клифърд Уорли, баща на Кларънс | Тони Скот           |
| 1993   | Червените скали на запад      | Red Rock West                     | Лайл                           | Джон Дал            |
| 1994   | Скорост                       | Speed                             | Хауърд Пейн                    | Ян де Бонт          |
| 1994   | Преследвачи                   | Chasers                           | Доги                           | Денис Хопър         |
| 1995   | Да се намери и унищожи        | Search and Destroy                | Д-р Лутър Уакслинг             | Дейвид Сал          |
| 1995   | Воден свят                    | Waterworld                        | Дяконът                        | Кевин Рейнолдс      |
| 1997   | Затъмнението                  | The Blackout                      | Мики Уейн                      | Абел Ферара         |
| 1998   | Риби на сухо                  | Meet the Deedles                  | Франк Слейтър                  | Стив Боюм           |
| 1999   | Ед телевизията                | EDtv                              | Хенри „Ханк“ Пекърни           | Рон Хауърд          |
| 2001   | Полицейско управление в Ел Ей | L.A.P.D.: To Protect and to Serve | Елсуърд                        | Ед Андърс           |
| 2005   | Земята на мъртвите            | Land of the Dead                  | Пол Кауфман                    | Джордж Ромеро       |
| 2008   | Решаващ вот                   | Swing Vote                        | Сенатор Доналд Грийнлийф       | Джошуа Майкъл Стърн |